# Яковлев, Алексей Александрович (научный деятель)
Алексей Александрович Яковлев (род. 9 марта 1984, Москва, СССР) — российский научный деятель. кандидат медицинских наук (2021), первый заместитель директора – руководитель НИИ реабилитологии имени профессора Пряникова И.В. Федерального научно-клинического центра реаниматологии и реабилитологии Министерства науки и высшего образования РФ (ФНКЦ РР). Лауреат Премии Правительства Российской Федерации в области науки и техники (2023).

## Биография
Алексей Яковлев окончил школу № 853 в Москве.
Высшее образование получил в Российском государственном медицинском университете в 2007 году (лечебный факультет).
В 2009 году прошел обучение по специальности «Хирургия» в ординатуре на Российского национального исследовательского медицинского университета имени Н. И. Пирогова.
В 2021 году защитил кандидатскую диссертацию. Прошел профессиональную переподготовку по специальностям: «Организация здравоохранения и общественное здоровье», «Онкология», «Эндоскопия», «Медико-социальная экспертиза и медико-социальная реабилитация».
В 2020 году получил диплом «Преподаватель высшей школы».

## Научная деятельность
Является автором и соавтором 88 научных публикаций (из них в РИНЦ – 88, в журналах из списка ВАК 46 публикаций, в журналах Scopus, WoS 29 публикаций).
В 2019 году Алексей Яковлев был финалистом Международного конкурса молодежных проектов в области медицинской и не медицинской реабилитации «Реабилитация+».
Участник Премии губернатора Московской области «Наше Подмосковье» с социально-значимым проектом «Школа пролежней» (2018). Член региональной общественной организации «Хирургическое общество – раны и раневые инфекции» (Россия). Эксперт качества медицинской помощи в реестре Федерального фонда ОМС.
В 2020 году принимал участие в международной конференцию со специалистами здравоохранения Казахстана, провел операцию чрескожной эндоскопической гастростомии с ультразвуковой навигацией.
Участвовал в V Международной конференции по уходу за ранами, восстановлению тканей и регенеративной медицине, проходящей в 2022 году в Париже.
В 2023 году стал лауреатом Премии Правительства Российской Федерации в области науки и техники за комплексную работу в области реабилитации – «Разработка и внедрение инновационной национальной системы этапной нейрореабилитации реанимационных пациентов с тяжелым повреждением головного мозга на основе индивидуальной маршрутизации».
В 2023 году принял участие в работе пленарного заседания XVI Всероссийская научно-практическая конференция c международным участием «Медицина и качество».

## Награды и премии
- Лауреат Премии Правительства Российской Федерации в области науки и техники 2023 года
- Благодарность Государственной Думы Федерального собрания Российской Федерации «За ответственный, творческий и профессиональный подход к любой сложной задаче по организации и оказанию помощи по медицинской реабилитации»
- Медаль Министерства науки и высшего образования Российской Федерации «За безупречный труд и отличие» (2024)[7]
- Награжден медалью Луки Крымского[8]
- Орден Мужества
- Звание «Почетный гражданин городского округа Солнечногорск»[9]

## Публикации
Некоторые из публикаций Яковлева:
1. Способ профилактики инфекций, связанных с оказанием медицинской помощи, у пациентов, находящихся в хроническом критическом состоянии. Гречко А.В., Петрова М.В., Черневская Е.А., Белобородова Н.В., Гуркова М.М., Зурабов А.Ю., Зурабов Ф.М., Юрьев М.Ю., Кузовлев А.Н., Яковлев А.А.
2. Способ определения реабилитационного потенциала двигательной системы после черепно-мозговой травмы. Штерн М.В., Яковлев А.А., Гречко А.В.
3. Стратегии конструирования бактериофаговых комплексов: от разработки протоколов к клиническому применению
4. Зурабов Ф.М., Гуркова М.М., Зурабов А.Ю., Петрова М.В., Кузовлев А.Н., Черневская Е.А., Юрьев М.Ю., Яковлев А.А., Гречко А.В. В книге: Бактериофаги: от фундаментальных исследований к применению. Материалы международной конференции. Новосибирск, 2024. С. 49.
5. Российская база данных реанимационных пациентов - RICD. Гречко A.В., Ядгаров M.Я., Яковлев А.А., Берикашвили Л.Б., Кузовлев А.Н., Поляков П.А., Кузнецов И.В., Лихванцев В.В. Общая реаниматология. 2024. Т. 20. № 3. С. 22-31.
6. The tri-steps model of critical conditions in intensive care: introducing a new paradigm for chronic critical illness. Likhvantsev V.V., Berikashvili L.B., Yadgarov M.Ya., Yakovlev A.A., Kuzovlev A.N. Journal of Clinical Medicine. 2024. Т. 13. № 13. С. 3683.
7. Sevoflurane multiple wash in/wash out at the end of anesthesia to reduce agitation: a multicenter double-blind randomized controlled trial. Landoni G., Likhvantsev V.V., Berikashvili L.B., Yavorovsky A.G., Bagdasarov P.S., Smirnova A.V., Serkova T.S., Subbotin V.V., Kadantseva K.K., Ovezov A.M., Yadgarov M.Ya., Yakovlev A.A., Lamacchia A., Gallo L., Gracheva N.D., Ryzhkov P.V., Zilocchi R., Vecchi J.De., Aleinikov M.A., Mayuk P.S. et al. Contemporary Clinical Trials Communications. 2024. Т. 39. С. 101316.
8. Early detection of sepsis using machine learning algorithms: a systematic review and network meta-analysis. Yadgarov M.Ya., Landoni G., Berikashvili L.B., Polyakov P.A., Kadantseva K.K., Smirnova A.V., Kuznetsov I.V., Shemetova M.M., Yakovlev A.A., Likhvantsev V.V. Frontiers in Medicine. 2024. Т. 11. С. 1491358.
9. Использование фибринового клея в терапии декубитальных язв у пациентов после повреждения головного мозга как этап консервативного лечения. Шайбак А.А., Хоробрых Т.В., Алтухов Е.Л., Османов Э.Г.О., Яковлев А.А. Российский медицинский журнал. 2023. Т. 29. № 3. С. 154-162.
10. Управление здоровьем. Гречко А.В., Кузовлев А.Н., Петрова М.В., Мартюшев-Поклад А.В., Савицкая Н.Г., Яковлев А.А., Янкевич Д.С., Быстров С.Н., Торопова Д.В.
11. РОЛЬ ИНФОРМАЦИОННЫХ ТЕХНОЛОГИЙ В СОХРАНЕНИИ ЗДОРОВЬЯ НАСЕЛЕНИЯ. Денисов К.И., Яковлев А.А. Вестник Медицинского стоматологического института. 2023. № 4 (67). С. 13-14.
12. Возможности высокочастотной электростимуляции в лечении пролежней. Журнал им. профессова Костючёнка «Раны и раневые инфекции».
13. Персонализация в медицине критических состояний: монография / [А. М. Голубев, А. Н. Кузовлев, С. П. Сергеева и др.; под редакцией А. В. Гречко и др.]; Министерство науки и высшего образования Российской Федерации, Российская академия наук, Федеральный научно-клинический центр реаниматологии и реабилитологии (ФНКЦ РР)]. Москва - 247 с.
14. Инвалидность в XXI веке. Медико-социальная реабилитация и здоровьесбережение населения в России: Медико-социальная реабилитация и здоровьесбережение населения в России: монография / Пузин С. Н., Гречко А. В., Гонтмахер Е. Ш. - Москва: ЭСКО, 2023. - 415 с.